# Denotation
Denotation (von lateinisch denotare ‚bezeichnen‘) ist ein mehrdeutiger Ausdruck der Semantik.
Denotation steht einerseits für eine neutrale Bedeutung (als Grundbedeutung) und damit für den inhaltlichen Kern eines Wortes, im Unterschied zur Konnotation. Letzteres sind subjektive, emotionale und assoziative Nebenbedeutungen, die die Grundbedeutung lediglich in der Vorstellung überlagern, aber von ihr getrennt werden können.
Zum anderen bezeichnet Denotation die Beziehung eines sprachlichen Ausdrucks auf die bezeichneten außersprachlichen Gegenstände im Sinne einer extensionalen Bezugnahme (nach Gottlob Frege die Bedeutung einer Bezeichnung, siehe Über Sinn und Bedeutung), im Unterschied zur intensionalen Bezugnahme.

## Denotation als situationsunabhängige Grundbedeutung
In der Linguistik wird „Denotation“ als die Hauptbedeutung eines Lexems oder einer Aussage von einer möglichen Mitbedeutung unterschieden, der Konnotation. Die Denotation ist die kontext- und situationsunabhängige Grundbedeutung eines sprachlichen Ausdrucks, während die Konnotation variabel, kontextabhängig und subjektiv ist.
In der Alltagssprache ist keine scharfe Grenzziehung zwischen Hauptbedeutung (explizite Bedeutung) und Nebenbedeutung (implizite Bedeutung) möglich.
Beispiel: Die Denotation von „Nacht“ ist die Zeitspanne zwischen Untergang und Aufgang der Sonne. Konnotationen des Begriffs von „Nacht“ sind je nach Kontext: Angst, Einsamkeit, Bedrohung, Schwärmerei, Liebe, Romantik etc.

## Denotation als extensionale Beziehung zwischen Sprache und Welt(modell)
In einem weiten Sinn wird von Denotation gesprochen im Sinne der „Beziehung zwischen Sprache und Welt“ bzw. zwischen Sprache und einem Modell von der Welt.
Denotation wird auch definiert als „die Relation zwischen einem Lexem … und der Klasse von Personen, Dingen, Eigenschaften, Lokalitäten usw., auf die das Lexem korrekt angewandt werden kann.“ Vorgeschlagen wird auch, statt des mehrdeutigen Ausdrucks „Denotation“ von Referenzpotenzial zu sprechen. Dies entspräche der Extension als der Menge aller existierenden und denkbaren Gegenstände, auf die sich ein Wort beziehen kann.
Ein Ausdruck „denotiert“ (bezeichnet, bedeutet – im Sinne von Frege) einen bestimmten Gegenstand oder Sachverhalt im Sinne einer extensionalen Bezugnahme. Verstanden als Bezugnahme auf eine Klasse von Elementen ist der Ausdruck Denotation synonym zum Ausdruck Designation in der Semantik: Wird Denotation als die Bezugnahme auf einzelne Elemente einer Klasse verstanden, so kann die „Denotation“ dann der „Designation“ gegenübergestellt werden (als Antonym); mit Designation als die Bezugnahme auf Klassen von Elementen.